# Исаенко, Леонид Федорович
Леонид Федорович Исаенко (6 мая 1869, Оренбургская губерния — до 1937) — полковник Императорской армии, генерал-майор Белого движения, инспектор артиллерии Оренбургского военного округа и Юго-Западной армии (1918).

## Биография
Родился 6 мая 1869 года в станице Орской первого военного отдела Оренбургского казачьего войска в семье потомственных дворян. В 1888 году окончил Оренбургский Неплюевский кадетский корпус, затем поступил в Михайловское артиллерийское училище, из которого выпустился в 1891 году по первому разряду, выдержав экзамен на подпоручика артиллерии.
31 августа 1888 года приступил к службе в Русской императорской армии. В конце января 1891 года стал хорунжим, а затем, в 1895 — сотником. Был произведён в штабс-капитаны в 1900 году, а в капитаны — в сентябре 1904 года. С августа 1911 года числился подполковником, а звания полковника достиг уже в период Первой мировой войны, в мае 1915, «за отлично-ревностную службу и особые труды, вызванные обстоятельствами текущей войны». До генеральских погон дослужился после двух революций — в разгар Гражданской войны, в марте 1919 года.
Был переведён из 8-й артиллерийской батареи «с переименованием из поручика в хорунжия» в 1891 году. Затем стал помощником начальника Казанской окружной артиллерийской мастерской. С 1892 по 1894 года служил в 5-й Оренбургской казачьей батареи. В середине сентября 1899 года Леонид был вновь переведён в Казань — на окружной артиллерийский склад с переименованием в поручика. С мая 1900 года являлся помощником старшего адъютанта Казанского окружного артиллерийского управления — покинул этот пост не ранее 1902.
С 1905 года состоял старшим адъютантом Казанского управления, после чего стал советником войскового хозяйственного правления Оренбургского войска — причём, с переименованием в войсковые старшины (с августа 1912). Затем возглавил 3-й стрелковый парковый артиллерийский дивизион. В конце июля 1915 года убыл на фронт Первой мировой — прибыл с фронта в начале декабря 1917.
Занял пост инспектора артиллерии Оренбургского военного округа в июле 1918 года; в том же году стал начальником окружного артиллерийского управления округа. С ноября являлся инспектором артиллерии всей Юго-Западной армии (с оставлением в должности по округу). Затем временно исполнял дела инспектора артиллерии Отдельной Оренбургской армии. В 1919 году вновь вернулся на должность инспектора артиллерии военного округа, а в ноябре принял командование над киргизской сотней бывшего I Оренбургского казачьего корпуса.
По окончании Гражданской войны оказался в эмиграции, где и умер.

## Награды
- Орден Святого Станислава 3 степени (1902)
- Орден Святой Анны 3 степени (1906)[3]
- Орден Святого Станислава 2 степени (1914)
- Орден Святого Владимира 4 степени с мечами и бантом
- Румынский орден Михаила (Михая) Храброго[1]

## Семья
Жена: Екатерина Николаевна Лобова — дочь генерал-майора, уроженка Оренбургской губернии.
Дети:
- Алексей (род. 1894)
- Лидия (род. 1898)[1]